# Gordon (bière)
Pour les articles homonymes, voir Gordon.

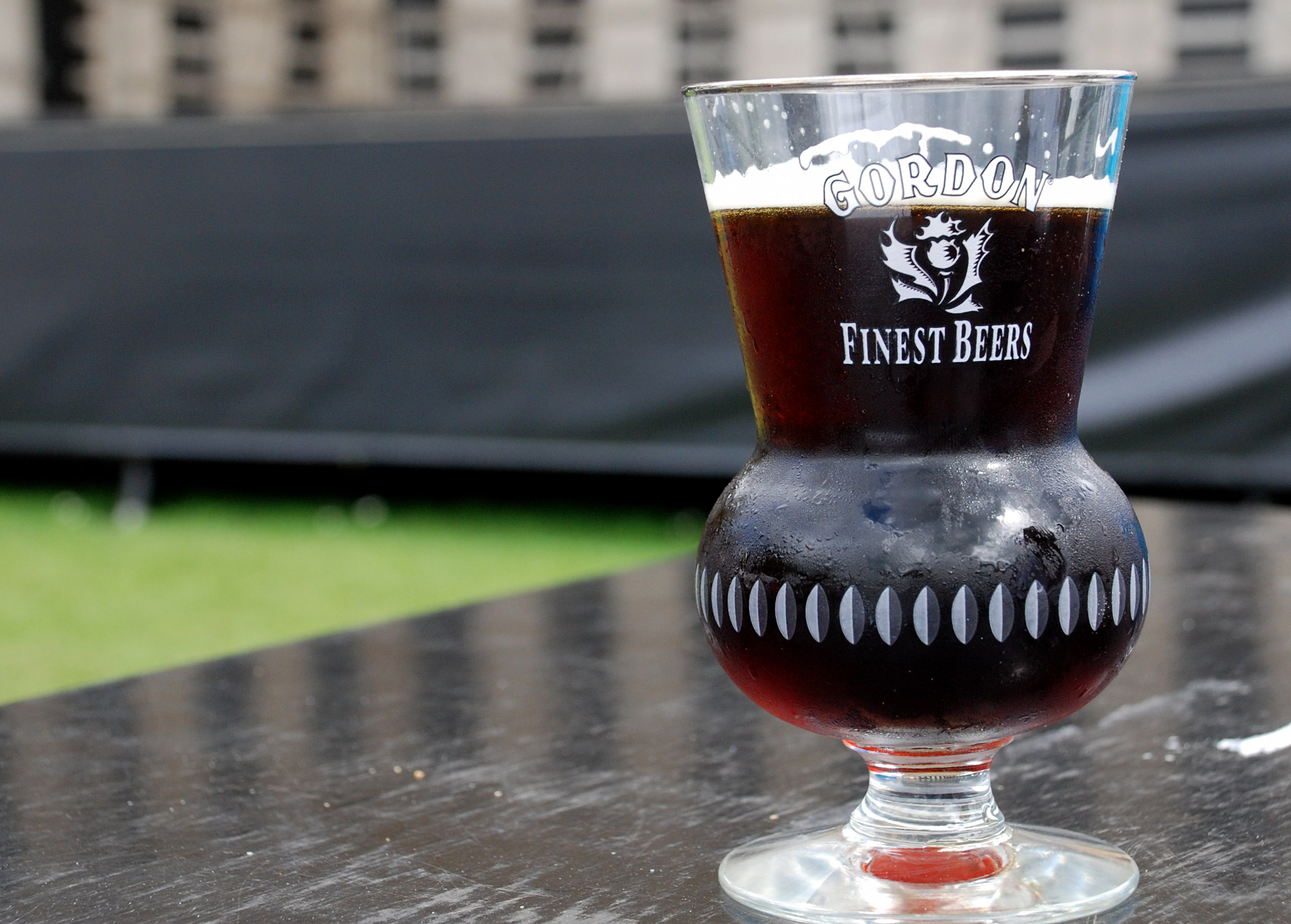
Une bière Gordon servie dans son verre comportant le logo au chardon de la marque.

Les Gordon Finest Beers (les Bières Fines Gordon), sont un ensemble de marques de bière commercialisées par la société Martin’s.
Leur marketing met en avant leur supposée origine écossaise. Le lieu de production n'est pas précisé par le site de la brasserie.
Elles ont la particularité d’avoir un goût peu subtil et une forte teneur en alcool, généralement plus importante que les bières trouvées sur le territoire français (14,1° pour la Gordon Finest Carbon 14). Leur introduction en France date de 2009.

## Historique
En 1924, la marque Gordon Scotch Ale est déposé en Belgique pour la première fois par le fondateur John Martin, le maitre brasseur anglais arrivé à Anvers en 1909.
L'année 1992 voit le lancement de la Finest Beer Selection, la nouvelle dénomination de bières spéciales lancée par le petit-fils du fondateur, Anthony Martin.
Dans les années 1990, Anthony Martin lance la Gordon Finest Gold, une bière blonde avec un fort degré d’alcool (10°). C'est une première en Belgique, en particulier dans le domaine des bières spéciales.
En 2000, la gamme des bières Gordon s’agrandit avec la Gordon Finest Red et la Gordon Finest Silver, commercialisées sous forme de canettes.
La Gordon Finest Platinum est lancée en 2005, avec un nouveau packaging en 50 cl.
En 2008, Anthony Martin innove, en termes de packaging (Gordon Platinium PET 50cl).
La gamme est lancée en 2009 en France.

## Les bières
- Gordon Xplosion Tequila, une blonde à 9 % d'alcool
- Gordon Xplosion Red Fruit, de couleur rouge grenat, à 11 % d'alcool
- Gordon Xplosion Blue Apple, de couleur rouge, à 11 % d'alcool
- Gordon Xplosion Gin Spices, une blonde à 11 % d'alcool
- Gordon Xplosion Watermelon, bière fruité à 11% d'alcool
- Gordon Finest Nickel, une blonde forte qui contient 16 % d’alcool
- Gordon Finest Titanium, une blonde forte qui contient 14 % d’alcool
- Gordon Finest Platinum, une blonde forte qui contient 12 % d’alcool
- Gordon Finest Carbon, une blonde forte à 14,1 % d'alcool
- Gordon Finest Chrome, une blonde à 10,5 % d'alcool
- Gordon Finest Gold, une blonde à 10 % d’alcool
- Gordon Finest Red, de couleur rouge, épicée, elle contient 8,4 % d’alcool
- Gordon Finest Silver, une blonde à basse fermentation, 7,7 % d’alcool
- Gordon Xmas, bière saisonnière de Noël, de couleur rubis foncé, avec 8,8 % d’alcool
- Gordon Finest Scotch, allie houblons, saveurs sucrées et malts, elle contient 8 % d’alcool
- Gordon Finest Copper, une blonde à 6,6 % d’alcool
- Gordon Finest Five, une blonde dorée à 5 % d'alcool
- Gordon Finest Zero, une version blonde sans alcool
- Gordon Finest Xenon, une blonde à 8,8 % d'alcool[2]
- Gordon Xplosion Honey Whisky, une blonde à 9 % d'alcool
- Gordon Xplosion Peach,une blonde à 11 % d'alcool
- Gordon Blond Oak Aged, une blonde vieillie en fût de chêne et de longue conservation, titrant à 8 % d'alcool,